# Brani musicali dei Queen

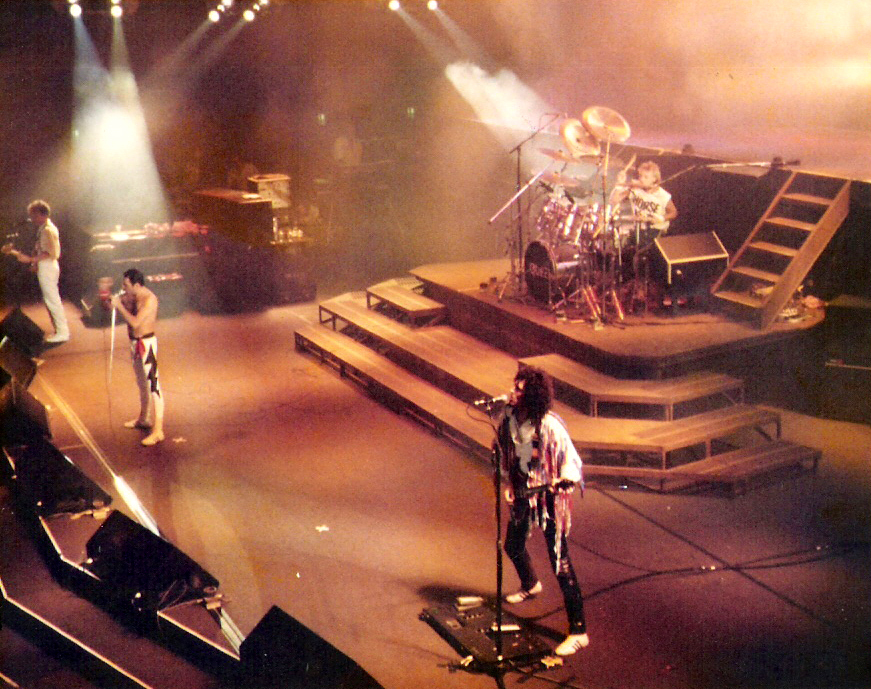
I Queen in concerto nel 1984

Questa è la lista dei brani musicali dei Queen, gruppo musicale rock britannico, formatosi a Londra nel 1971, composto dal cantante e pianista Freddie Mercury, dal chitarrista Brian May, dal batterista Roger Taylor e dal bassista John Deacon.

## Brani musicali tratti da album o singoli
| Titolo                                            | Anno                         | Incisione                               | Autore                       | Voci                                       |
| ------------------------------------------------- | ---------------------------- | --------------------------------------- | ---------------------------- | ------------------------------------------ |
| '39                                               | 1975                         | A Night at the Opera                    | May                          | May                                        |
| Action This Day                                   | 1982                         | Hot Space                               | Taylor                       | Mercury, Taylor                            |
| All Dead, All Dead                                | 1977                         | News of the World                       | May                          | May                                        |
| All God's People                                  | 1991                         | Innuendo                                | Queen, Moran                 | Mercury                                    |
| Another One Bites the Dust                        | 1980                         | The Game                                | Deacon                       | Mercury                                    |
| Arboria (Planet of Tree Men)                      | 1980                         | Flash Gordon                            | Deacon                       | Strumentale                                |
| Back Chat                                         | 1982                         | Hot Space                               | Deacon                       | Mercury                                    |
| Battle Theme                                      | 1980                         | Flash Gordon                            | May                          | Strumentale                                |
| Bicycle Race                                      | 1978                         | Jazz                                    | Mercury                      | Mercury                                    |
| Bijou                                             | 1991                         | Innuendo                                | Queen (May, Mercury)         | Mercury                                    |
| Blurred Vision                                    | 1985                         | B-side di One Vision                    | Queen                        | Mercury, con May e Taylor                  |
| Body Language                                     | 1982                         | Hot Space                               | Mercury                      | Mercury                                    |
| Bohemian Rhapsody                                 | 1975                         | A Night at the Opera                    | Mercury                      | Mercury                                    |
| Breakthru                                         | 1989                         | The Miracle                             | Queen (Mercury, Taylor)      | Mercury                                    |
| Brighton Rock                                     | 1974                         | Sheer Heart Attack                      | May                          | May, Mercury                               |
| Bring Back That Leroy Brown                       | 1974                         | Sheer Heart Attack                      | Mercury                      | Mercury                                    |
| Calling All Girls                                 | 1982                         | Hot Space                               | Taylor                       | Mercury                                    |
| Chinese Torture                                   | 1989                         | The Miracle                             | Queen (May)                  | Strumentale                                |
| Coming Soon                                       | 1980                         | The Game                                | Taylor                       | Mercury, Taylor                            |
| Cool Cat                                          | 1982                         | Hot Space                               | Deacon, Mercury              | Mercury                                    |
| Crash Drive On Mingo City                         | 1980                         | Flash Gordon                            | May                          | May                                        |
| Crazy Little Thing Called Love                    | 1980                         | The Game                                | Mercury                      | Mercury                                    |
| Dancer                                            | 1982                         | Hot Space                               | May                          | Mercury                                    |
| Dead On Time                                      | 1978                         | Jazz                                    | May                          | Mercury                                    |
| Dear Friends                                      | 1974                         | Sheer Heart Attack                      | May                          | Mercury                                    |
| Death on Two Legs                                 | 1975                         | A Night at the Opera                    | Mercury                      | Mercury                                    |
| Delilah                                           | 1991                         | Innuendo                                | Queen (Mercury)              | Mercury                                    |
| Doing All Right                                   | 1973                         | Queen                                   | May, Staffell                | Mercury                                    |
| Don't Lose Your Head                              | 1986                         | A Kind of Magic                         | Taylor                       | Mercury, Taylor                            |
| Don't Stop Me Now                                 | 1978                         | Jazz                                    | Mercury                      | Mercury                                    |
| Don't Try So Hard                                 | 1991                         | Innuendo                                | Queen (Mercury)              | Mercury                                    |
| Don't Try Suicide                                 | 1980                         | The Game                                | Mercury                      | Mercury                                    |
| A Dozen Red Roses for My Darling                  | 1986                         | B-side di A Kind of Magic               | Taylor                       | Strumentale                                |
| Dragon Attack                                     | 1980                         | The Game                                | May                          | Mercury                                    |
| Dreamer's Ball                                    | 1978                         | Jazz                                    | May                          | Mercury                                    |
| Drowse                                            | 1976                         | A Day at the Races                      | Taylor                       | Taylor                                     |
| Escape from the Swamp                             | 1980                         | Flash Gordon                            | Taylor                       | Strumentale                                |
| Execution of Flash                                | 1980                         | Flash Gordon                            | Deacon                       | Strumentale                                |
| The Fairy Feller's Master Stroke                  | 1974                         | Queen II                                | Mercury                      | Mercury                                    |
| Fat Bottomed Girls                                | 1978                         | Jazz                                    | May                          | May, Mercury                               |
| Father to Son                                     | 1974                         | Queen II                                | May                          | Mercury                                    |
| Fight from the Inside                             | 1977                         | News of the World                       | Taylor                       | Taylor                                     |
| Flash                                             | 1980                         | Flash Gordon                            | May                          | May, Mercury                               |
| Flash to the Rescue                               | 1980                         | Flash Gordon                            | May                          | Strumentale (coro di May, Mercury, Taylor) |
| Flash's Theme Reprise (Victory Celebrations)      | 1980                         | Flash Gordon                            | May                          | Mercury, May, Taylor                       |
| Flick of the Wrist                                | 1974                         | Sheer Heart Attack                      | Mercury                      | Mercury                                    |
| Football Fight                                    | 1980                         | Flash Gordon                            | Mercury                      | Strumentale                                |
| Forever                                           | 1986                         | A Kind of Magic                         | May                          | Strumentale                                |
| Friends Will Be Friends                           | 1986                         | A Kind of Magic                         | Deacon, Mercury              | Mercury                                    |
| Fun It                                            | 1978                         | Jazz                                    | Taylor                       | Mercury, Taylor                            |
| Funny How Love Is                                 | 1974                         | Queen II                                | Mercury                      | Mercury                                    |
| Get Down, Make Love                               | 1977                         | News of the World                       | Mercury                      | Mercury                                    |
| Gimme the Prize (Kurgan's Theme)                  | 1986                         | A Kind of Magic                         | May                          | Mercury                                    |
| God Save the Queen                                | 1975                         | A Night at the Opera                    | Tradizionale, Arr. May       | Strumentale                                |
| Good Company                                      | 1975                         | A Night at the Opera                    | May                          | May                                        |
| Good Old-Fashioned Lover Boy                      | 1976                         | A Day at the Races                      | Mercury                      | Mercury, Stone                             |
| Great King Rat                                    | 1973                         | Queen                                   | Mercury                      | Mercury                                    |
| Hammer to Fall                                    | 1984                         | The Works                               | May                          | Mercury (strofe), May (coro)               |
| Hang on in There                                  | 1989                         | The Miracle                             | Queen                        | Mercury                                    |
| Headlong                                          | 1991                         | Innuendo                                | Queen (May)                  | Mercury                                    |
| Heaven for Everyone                               | 1995                         | Made in Heaven                          | Taylor                       | Mercury                                    |
| The Hero                                          | 1980                         | Flash Gordon                            | May                          | Mercury, con May e Taylor                  |
| Hijack My Heart                                   | 1989                         | B-side di The Invisible Man             | Queen                        | Taylor                                     |
| The Hitman                                        | 1991                         | Innuendo                                | Queen (May, Mercury)         | Mercury                                    |
| A Human Body                                      | 1980                         | B-side di Play the Game                 | Taylor                       | Taylor                                     |
| I Can't Live with You                             | 1991                         | Innuendo                                | Queen (May)                  | Mercury                                    |
| I Go Crazy                                        | 1984                         | The Works / B-side di Radio Ga Ga       | May                          | May, Mercury                               |
| I Want It All                                     | 1989                         | The Miracle                             | Queen (May)                  | May, Mercury                               |
| I Want to Break Free                              | 1984                         | The Works                               | Deacon                       | Mercury                                    |
| I Was Born to Love You                            | 1985                         | Made in Heaven                          | Mercury                      | Mercury                                    |
| I'm Going Slightly Mad                            | 1991                         | Innuendo                                | Queen (Mercury)              | Mercury                                    |
| I'm in Love with My Car                           | 1975                         | A Night at the Opera                    | Taylor                       | Taylor                                     |
| If You Can't Beat Them                            | 1978                         | Jazz                                    | Deacon                       | Mercury                                    |
| In Only Seven Days                                | 1978                         | Jazz                                    | Deacon                       | Mercury                                    |
| In the Death Cell (Love Theme Reprise)            | 1980                         | Flash Gordon                            | Taylor                       | Strumentale                                |
| In the Lap of the Gods                            | 1974                         | Sheer Heart Attack                      | Mercury                      | Mercury, Taylor                            |
| In the Lap of the Gods... Revisited               | 1974                         | Sheer Heart Attack                      | Mercury                      | Mercury                                    |
| In the Space Capsule (The Love Theme)             | 1980                         | Flash Gordon                            | Taylor                       | Strumentale                                |
| Innuendo                                          | 1991                         | Innuendo                                | Queen (Mercury, Taylor)      | Mercury                                    |
| The Invisible Man                                 | 1989                         | The Miracle                             | Queen (Taylor)               | Mercury, Taylor                            |
| Is This the World We Created...?                  | 1984                         | The Works                               | May, Mercury                 | Mercury                                    |
| It's A Beautiful Day/Reprise                      | 1995                         | Made in Heaven                          | Queen                        | Mercury                                    |
| It's a Hard Life                                  | 1984                         | The Works                               | Mercury                      | Mercury                                    |
| It's Late                                         | 1977                         | News of the World                       | May                          | Mercury                                    |
| Jealousy                                          | 1978                         | Jazz                                    | Mercury                      | Mercury                                    |
| Jesus                                             | 1973                         | Queen                                   | Mercury                      | Mercury                                    |
| Keep Passing the Open Windows                     | 1984                         | The Works                               | Mercury                      | Mercury                                    |
| Keep Yourself Alive                               | 1973                         | Queen                                   | May                          | Mercury, con May e Taylor                  |
| Khashoggi's Ship                                  | 1989                         | The Miracle                             | Queen                        | Mercury                                    |
| Killer Queen                                      | 1974                         | Sheer Heart Attack                      | Mercury                      | Mercury                                    |
| A Kind of Magic                                   | 1986                         | A Kind of Magic                         | Taylor                       | Mercury                                    |
| The Kiss (Aura Resurrects Flash)                  | 1980                         | Flash Gordon                            | Mercury                      | Strumentale                                |
| Las palabras de amor (The Words of Love)          | 1982                         | Hot Space                               | May                          | May, Mercury                               |
| Lazing on a Sunday Afternoon                      | 1975                         | A Night at the Opera                    | Mercury                      | Mercury                                    |
| Leaving Home Ain't Easy                           | 1978                         | Jazz                                    | May                          | May                                        |
| Let Me Entertain You                              | 1978                         | Jazz                                    | Mercury                      | Mercury                                    |
| Let Me Live                                       | 1995                         | Made in Heaven                          | Queen                        | May, Mercury, Taylor                       |
| Liar                                              | 1973                         | Queen                                   | Mercury                      | Mercury                                    |
| Life Is Real (Song for Lennon)                    | 1982                         | Hot Space                               | Mercury                      | Mercury                                    |
| Lily of the Valley                                | 1974                         | Sheer Heart Attack                      | Mercury                      | Mercury                                    |
| Long Away                                         | 1976                         | A Day at the Races                      | May                          | May                                        |
| Loser in the End                                  | 1974                         | Queen II                                | Taylor                       | Taylor                                     |
| Lost Opportunity                                  | 1991                         | B-side di I'm Going Slightly Mad        | May                          | May                                        |
| Love of My Life                                   | 1975                         | A Night at the Opera                    | Mercury                      | Mercury                                    |
| Machines (or 'Back to Humans')                    | 1984                         | The Works                               | May, Taylor                  | Mercury, Taylor                            |
| Mad the Swine                                     | 1973                         | Queen / B-side di Headlong              | Mercury                      | Mercury                                    |
| Made in Heaven                                    | 1995                         | Made in Heaven                          | Mercury                      | Mercury                                    |
| Man on the Prowl                                  | 1984                         | The Works                               | Mercury                      | Mercury                                    |
| The March of the Black Queen                      | 1974                         | Queen II                                | Mercury                      | Mercury, Taylor                            |
| Marriage of Dale & Ming (And Flash Approaching)   | 1980                         | Flash Gordon                            | May, Taylor                  | Strumentale                                |
| The Millionaire Waltz                             | 1976                         | A Day at the Races                      | Mercury                      | Mercury                                    |
| Ming's Theme (In the Court of Ming the Merciless) | 1980                         | Flash Gordon                            | Mercury                      | Strumentale                                |
| The Miracle                                       | 1989                         | The Miracle                             | Queen                        | Mercury                                    |
| Misfire                                           | 1974                         | Sheer Heart Attack                      | Deacon                       | Mercury                                    |
| Modern Times Rock & Roll                          | 1973                         | Queen                                   | Taylor                       | Taylor                                     |
| More of That Jazz                                 | 1978                         | Jazz                                    | Taylor                       | Taylor                                     |
| Mother Love                                       | 1995                         | Made in Heaven                          | May, Mercury                 | May, Mercury                               |
| Mustapha                                          | 1978                         | Jazz                                    | Mercury                      | Mercury                                    |
| My Baby Does Me                                   | 1989                         | The Miracle                             | Queen (Deacon, Mercury)      | Mercury                                    |
| My Fairy King                                     | 1973                         | Queen                                   | Mercury                      | Mercury                                    |
| My Life Has Been Saved                            | 1989 (singolo), 1995 (album) | Made in Heaven                          | Deacon                       | Mercury                                    |
| My Melancholy Blues                               | 1977                         | News of the World                       | Mercury                      | Mercury                                    |
| Need Your Loving Tonight                          | 1980                         | The Game                                | Deacon                       | Mercury                                    |
| Nevermore                                         | 1974                         | Queen II                                | Mercury                      | Mercury                                    |
| The Night Comes Down                              | 1973                         | Queen                                   | May                          | Mercury                                    |
| No-One but You (Only the Good Die Young)          | 1997                         | Queen Rocks                             | May                          | May, Taylor                                |
| Now I'm Here                                      | 1974                         | Sheer Heart Attack                      | May                          | Mercury                                    |
| Ogre Battle                                       | 1974                         | Queen II                                | Mercury                      | Mercury                                    |
| One Vision                                        | 1986                         | A Kind of Magic                         | Queen                        | Mercury                                    |
| One Year of Love                                  | 1986                         | A Kind of Magic                         | Deacon                       | Mercury                                    |
| Pain Is So Close to Pleasure                      | 1986                         | A Kind of Magic                         | Deacon, Mercury              | Mercury                                    |
| Party                                             | 1989                         | The Miracle                             | Queen                        | Mercury                                    |
| Play the Game                                     | 1980                         | The Game                                | Mercury                      | Mercury                                    |
| Princes of the Universe                           | 1986                         | A Kind of Magic                         | Mercury                      | Mercury                                    |
| Procession                                        | 1974                         | Queen II                                | May                          | Strumentale                                |
| The Prophet's Song                                | 1975                         | A Night at the Opera                    | May                          | Mercury                                    |
| Put Out the Fire                                  | 1982                         | Hot Space                               | May                          | May, Mercury                               |
| Radio Ga Ga                                       | 1984                         | The Works                               | Taylor                       | Mercury, Taylor                            |
| Rain Must Fall                                    | 1989                         | The Miracle                             | Queen (Deacon, Mercury)      | Mercury                                    |
| Ride the Wild Wind                                | 1991                         | Innuendo                                | Queen (Taylor)               | Mercury                                    |
| The Ring (Hypnotic Seduction of Dale)             | 1980                         | Flash Gordon                            | Mercury                      | Strumentale                                |
| Rock It (Prime Jive)                              | 1980                         | The Game                                | Taylor                       | Mercury, Taylor                            |
| Sail Away, Sweet Sister                           | 1980                         | The Game                                | May                          | May                                        |
| Save Me                                           | 1980                         | The Game                                | May                          | Mercury                                    |
| Scandal                                           | 1989                         | The Miracle                             | Queen (May)                  | Mercury                                    |
| Seaside Rendezvous                                | 1975                         | A Night at the Opera                    | Mercury                      | Mercury                                    |
| See What A Fool I've Been                         | 1974                         | Queen II / B-side di Seven Seas of Rhye | May                          | Mercury                                    |
| Seven Seas of Rhye                                | 1973                         | Queen                                   | Mercury                      | Strumentale                                |
| Seven Seas of Rhye                                | 1974                         | Queen II                                | Mercury                      | Mercury                                    |
| She Makes Me (Stormtrooper In Stilettoes)         | 1974                         | Sheer Heart Attack                      | May                          | May                                        |
| Sheer Heart Attack                                | 1977                         | News of the World                       | Taylor                       | Mercury (strofe), Taylor (coro)            |
| The Show Must Go On                               | 1991                         | Innuendo                                | Queen (May)                  | Mercury                                    |
| Sleeping on the Sidewalk                          | 1977                         | News of the World                       | May                          | May                                        |
| Some Day, One Day                                 | 1974                         | Queen II                                | May                          | May                                        |
| Somebody to Love                                  | 1976                         | A Day at the Races                      | Mercury                      | Mercury                                    |
| Son and Daughter                                  | 1973                         | Queen                                   | May                          | Mercury                                    |
| Soul Brother                                      | 1981                         | B-side di Under Pressure                | Queen                        | Mercury                                    |
| Spread Your Wings                                 | 1977                         | News of the World                       | Deacon                       | Mercury                                    |
| Staying Power                                     | 1982                         | Hot Space                               | Mercury                      | Mercury                                    |
| Stealin'                                          | 1989                         | B-side di Breakthru                     | Queen                        | Mercury                                    |
| Stone Cold Crazy                                  | 1974                         | Sheer Heart Attack                      | Deacon, May, Mercury, Taylor | Mercury                                    |
| Sweet Lady                                        | 1975                         | A Night at the Opera                    | May                          | Mercury                                    |
| Tear It Up                                        | 1984                         | The Works                               | May                          | Mercury                                    |
| Tenement Funster                                  | 1974                         | Sheer Heart Attack                      | Taylor                       | Taylor                                     |
| Teo Torriatte (Let Us Cling Together)             | 1976                         | A Day at the Races                      | May                          | Mercury                                    |
| Thank God It's Christmas                          | 1999                         | Greatest Hits III                       | May, Taylor                  | Mercury                                    |
| These Are the Days of Our Lives                   | 1991                         | Innuendo                                | Queen (Taylor)               | Mercury                                    |
| Tie Your Mother Down                              | 1976                         | A Day at the Races                      | May                          | Mercury                                    |
| Too Much Love Will Kill You                       | 1995                         | Made in Heaven                          | May, Musker, Lamers          | Mercury                                    |
| Under Pressure                                    | 1981                         | Hot Space                               | Queen, Bowie                 | Mercury, Bowie                             |
| Vultan's Theme (Attack of The Hawk Men)           | 1980                         | Flash Gordon                            | Mercury                      | Strumentale                                |
| Was It All Worth It                               | 1989                         | The Miracle                             | Queen (Mercury)              | Mercury                                    |
| We Are the Champions                              | 1977                         | News of the World                       | Mercury                      | Mercury                                    |
| We Will Rock You                                  | 1977                         | News of the World                       | May                          | Mercury                                    |
| The Wedding March                                 | 1980                         | Flash Gordon                            | Arr. May                     | Strumentale                                |
| White Man                                         | 1976                         | A Day at the Races                      | May                          | Mercury                                    |
| White Queen (As It Began)                         | 1974                         | Queen II                                | May                          | Mercury                                    |
| Who Needs You                                     | 1977                         | News of the World                       | Deacon                       | Mercury                                    |
| Who Wants to Live Forever                         | 1986                         | A Kind of Magic                         | May                          | May, Mercury                               |
| A Winter's Tale                                   | 1995                         | Made in Heaven                          | Queen                        | Mercury                                    |
| Yeah                                              | 1995                         | Made in Heaven                          | Queen                        | Mercury (parlato)                          |
| You and I                                         | 1976                         | A Day at the Races                      | Deacon                       | Mercury con Taylor                         |
| You Don't Fool Me                                 | 1995                         | Made in Heaven                          | Queen                        | Mercury                                    |
| You Take My Breath Away                           | 1976                         | A Day at the Races                      | Mercury                      | Mercury                                    |
| You're My Best Friend                             | 1975                         | A Night at the Opera                    | Deacon                       | Mercury                                    |

## Canzoni non pubblicate
| Titolo                    | Anno | Autore         | Cantante        | Note                                                                             |
| ------------------------- | ---- | -------------- | --------------- | -------------------------------------------------------------------------------- |
| A New Life is Born        | 1989 | Mercury        | Mercury         | Parte di Breakthru                                                               |
| Assassin                  | 1990 | Sconosciuto    | Mercury         | Registrata durante una sessione di Innuendo'                                     |
| Dog With a Bone           | 1988 | Queen          | Mercury, Taylor | Suonata in un incontro con il The Official International Queen Fan Club nel 1988 |
| Face it Alone             | 1988 | Mercury        | Mercury         | Registrata durante una sessione di The Miracle e, in seguito, di Innuendo        |
| Feel Like                 | 1981 | Queen (Taylor) | Mercury         | Base su cui si sviluppò Under Pressure                                           |
| Feelings, Feelings        | 1977 | May            | Mercury         | Registrata durante una sessione di News of the World                             |
| Hangman                   | 1970 | May, Mercury   | Mercury         | Suonata live tra il 1970 e il 1973                                               |
| I Guess We're Falling Out | 1988 | May            | Mercury         | Registrata durante una sessione di The Miracle                                   |
| My Secret Fantasy         | 1990 | Queen (Deacon) | Mercury         | Registrata durante una sessione di Innuendo                                      |
| Robbery                   | 1990 | Queen (Taylor) | Mercury         | Registrata durante una sessione di Innuendo                                      |
| Sandbox                   | 1979 | Sconosciuto    | Strumentale     | Registrata durante una sessione di The Game                                      |
| Self Made Man             | 1990 | May            | May, Mercury    | Registrata durante una sessione di Innuendo                                      |
| Silver Salmon             | 1977 | Tim Staffell   | Mercury         | Registrata durante una sessione di News of the World                             |

## Canzoni suonate solo in concerto (1970-1986)
- Tutti Frutti;– brano musicale registrato da Little Richard (1964).
- Be-Bop-A-Lula – brano musicale registrato da Gene Vincent & The Blue Caps (1956).
- Big Spender – registrata da Shirley Bassey (1967), scritta da Cy Coleman e Dorothy Fields.
- Danny Boy – brano musicale registrato in origine da Ernestine Schumann-Heink (1915).
- Gimme Some Lovin' – brano musicale registrato da Spencer Davis Group (1966), scritto da Steve Winwood, Muff Winwood e Spencer Davis.
- Hangman – brano musicale mai registrato dei Queen, suonato in concerto negli anni settanta.
- Hello Mary Lou – brano musicale registrato da Ricky Nelson (1961), scritto da Gene Pitney.
- I'm a Man – brano musicale registrato dai Spencer Davis Group (1967, scritto Jimmy Miller e Steve Winwood.
- Imagine – brano musicale scritto e registrato da John Lennon (1971).
- Immigrant Song – brano musicale registrato dai Led Zeppelin (1970), scritto da Jimmy Page e Robert Plant.
- Jailhouse Rock – brano musicale registrato da Elvis Presley (1957), scritto da Jerry Leiber e Mike Stoller.
- Lucille – brano musicale registrato da Little Richard, scritto da Albert Collins e Richard.
- Mannish Boy – brano musicale di Muddy Waters (1955).
- Mull of Kintyre – registrata in origine dai Wings (1977); scritta da Paul McCartney e Denny Laine.
- Not Fade Away – registrata inizialmente da Buddy Holly, scritta da Holly e Norman Petty.
- Rock in Rio Blues – brano musicale dei Queen, suonato live a Rock in Rio nel 1985.
- Saturday Night's Alright for Fighting – registrata in origine da Elton John (1973), scritta da Bernie Taupin e John.
- Shake, Rattle and Roll – brano musicale registrato in origine da Big Joe Turner nel 1954, registrato nuovamente da Elvis Presley nel 1956; scritto da Jesse Stone.
- Silent Night – brano musicale del 1818, scritto da Josef Mohr e Franz Xaver Gruber.
- Stupid Cupid – brano musicale di Connie Francis.
- Tavaszi szél vízet áraszt – brano tradizionale ungherese.
- Tutti Frutti – brano musicale di Little Richard (1955), scritto da Penniman (Little Richard) e LaBostrie.
- White Christmas – brano musicale registrato in origine da Bing Crosby (1942), scritto da Irving Berlin.
- Whole Lotta Shakin' Goin' On – brano musicale registrato da Jerry Lee Lewis (1957).
- (You're So Square) Baby I Don't Care – brano musicale registrato in origine di Elvis Presley (1957) e Buddy Holly (1961), scritto da Jerry Leiber e Mike Stoller.